# Ricky Davis
Tyree Ricardo Davis, mais conhecido como Ricky Davis (Las Vegas, 23 de setembro de 1979), é um jogador de basquete norte-americano.